# منتخب فنلندا لكرة القدم الشاطئية
منتخب فنلندا لكرة القدم الشاطئية هو ممثل فنلندا الرسمي في المنافسات الدولية في كرة القدم الشاطئية 
، يديريه اتحاد فنلندا لكرة القدم.